# Ariel Filloy
Ariel Filloy (Córdoba, 11 de mayo de 1987) es un baloncestista argentino nacionalizado italiano que actualmente juega en el Libertas Livorno de la Serie A2. Forma parte de la selección italiana y juega de base.

## Trayectoria deportiva
Ariel es hijo de Germán, histórico jugador de la selección en los 80 (campeón con Atenas y primer MVP de la historia de la Liga Nacional en 1987). Tiene otros tres hermanos que juegan al básquet: Demián, Pablo y Juan.
Llegó a la serie A en 2008, pero antes había pasado por cuatro clubes (Sassari, Cervia, Rimini y Rovereto). Luego siguió con la costumbre de deambular por equipos del "pallacanestro": actuó en Triboldi, Scafati, Pistola, Trieste y Reggiardo, hasta que en la temporada 2016-2017 recaló en Reyer Venezia, equipo con el que se consagró campeón de la máxima liga italiana.

### Selección nacional
Ariel Filloy, a los 30 años, fue convocado por primera vez en el equipo azzurro y se convirtió en uno de los principales jugadores de Italia en el Eurobasket 2017.